# Осецький Валерій Леонідович
Валерій Леонідович Осецький (нар.1956 ) —  відомий учений у галузі економічної теорії. Доктор економічних наук, професор. Академік АН вищої школи України з 2018 року за науковим відділенням економіки.

## Біографія
Народився 03.09.1956 року в с. Заміри, Радомишльського р-ну Житомирської обл. Закінчив Київський державний університет ім. Т.Г. Шевченка (1983 рік, спеціальність - економіст, викладач політичної економії). У 1989 році закінчив аспірантуру на кафедрі політичної економії Київського інституту народного господарства. У цьому ж році захистив кандидатську дисертацію на тему: «Економічні інтереси як об’єктивна основа активізації особистості в умовах соціалістичного виробництва». З 2000 по 2003 р. докторант кафедри економічної теорії Київського національного університету імені Тараса Шевченка. У 2004 році захистив дисертацію на тему: «Інвестиційно-інноваційна модель розвитку економіки України в умовах ринкової трансформації». Професор кафедри економічної теорії, макро- і мікроекономіки. 
Науковий керівник 2 НДР за темами: «Макроекономічна стратегія реалізації європейського вектора економічногорозвитку України: концептуальні засади, виклики та протиріччя» та «Інноваційнопідприємнгницькі моделі сучасних університетів: світові тенденції, основні ризики та нові можливості для України». 
Основні прочитані курси: економічна теорія, актуальні проблеми економічної теорії та економічної поліики, економікс, методика викладання економічних дисциплін, політична економія. Підготовлених кандидатів економічних нгаук - 14. 
Член редколегій трьох фахових видань, бере участь у роботі 2 спецрад із захисту дисертацій. 
Заслужений працівник освіти України.

## Наукові результати
Автор понад 250 наукових публікацій, з них 1 одноосібна монографія, 17 колективних монографій та 7 навчальних посібники, понад 150 статей у фахових наукових виданнях, 10 у Scopus, 8 у WoS, 4 свідоцтва про реєстрацію авторського права на твір. Індекс Гірша - 11.

### Монографії,  підручники та навчальні посібники
1. Інвестиції та інновації: проблеми теорії і практики. Монографія. – К.: ІАЕ УААН, 2003. – 412 с.
2. Теорія фінансів: Навчальний посібник. К., 2005. (у співавт.).
3. Корпоративні структури в національній інноваційній системі України / За ред. Л.І.Федулової. – К.: Вид-во УкрІНТЕІ, 2007. – 812 с. (член авторського колективу).
4. Slusarczyk BKrupa., K.Wl. Zarzadzanie w dobie globalizacj : monografia (wybrane aspekty) TIB. – Bratislava, 2008. – 415 р. (член авторського колективу).
5. І Вернадський. Витоки. Творча спадщина у контексті історії економічної думки в Україні / За ред. В.Д. Базилевича. – К.: Знання, 2009. – 862, [2] с., [12] с іл. – (Славетні постаті). (Член авторського колективу).
6. Економічна теорія. Політекономія: Практикум: Навчальний посібник / За ред. В.Д. Базилевича. – К.: Знання, 2010 р. – 494 с.
7. Фінанси. Бюджет. Податки: національна та міжнародна термінологія: у 3-х т. Ін-т світ. екон. і міжнар. відносин НААН України, ДННУ „Акад. фін. управління”; за ред. Т.І. Єфименко. – К., 2010 (член авторського колективу).
8. Технологічний імператив стратегії соціально-еконо-мічного розвитку України: монографія / [Федулова Л.І., Бажал Ю.М., Осецький В.Л. та ін.] ; за ред. д-ра екон. наук, проф. Л.І.Федулової; НАН України; Ін-т екон. та прогнозув. – К., 2011. – 656 с.
9. Економічні системи: монографія. Т.2 / За ред. Г.І. Башнянина. – Львів: Вид-во комерційної академії України, 2011. – 496 с. (член авторського колективу).
10. Політекономія : навч. посіб. / В. Л. Осецький, Н. В. Онищенко, Є. А. Пінчук. – К.: НАУ, 2013. – 380 с.
11. Регіональні інноваційні системи України: стан формування та розвитку в умовах інтеграційних процесів : монографія / за ред. д-ра екон. наук проф. Л. І. Федулової ; НАН України, ДУ «Ін-т екон. та прогнозув. НАН України». – К., 2013. – 724 с.
12. Сучасні концепції прогнозування розвитку складних соціально-економічних систем : монографія / За ред. О. І. Черняка, П. В. Захарченка. – Бердянськ : Видавець Ткачук О. В., 2013. – 556 с.
13. Фінанси інституційних секторів економіки України / за ред. Т. І. Єфименко, М. М. Єрмошенка. – К.: ДННУ «Акад. фін. управління», 2014. – 584 с.
14. Інвестування : навч. посіб. / В.Л. Осецький, П.П. Мазурок, О.П. Гузенко ; за ред. П.П. Мазурка. – ВПЦ «Київський університет», 2014. – 383 с.
15. Економічні системи  (Том 6): монографія/ за ред. Г.І. Башнянин – Львів: Ліга-Прес, 2016. – 471 с.
16. Інтернаціоналізація освіти і науки: Національні особливості та світові тенденції: колективна монографія/ за ред. Н.В. Скотна – Дрогобич: редакційно-видавничий відділ Дрогобицького держ. педагогічного ун-ту імені Івана Франка, 2017. – 484 с.
17. Strategic priorities of innovative development of institutional architecture of economy of Ukraine and Georgia: монографія/ – Strategic priorities for Developing Ukraine and Georgia: Innovation and Partnership. Under Ed. D.G.Lukianenko and T. Beridze. – Batumi, 2018. – P.308.
18. Краус К. М., Краус Н. М., Нікіфоров П. О., Осецький В. Л. Методика викладання фахових дисциплін: навчальний посібник.Київ: Аграр Медіа Груп, 2020. 205 с.
19. Innovative-Industrial Model of Entrepreneurial Universities in the Internet Space: монографія/ – Social and Economic Aspects of Internet Services Market Development. Monograph. Edited by Irina Tatomyr Drohobych, State Pedagogical University after Ivan Franko (Ukraine), Vasylyna Fedyshyn Precarpathian Institute named of M. Hrushevsky of Interregional Academy of Personnel Management (Ukraine). – Praha, 2021. – P. 26-35. URL: https://www.oktanprint.cz/p/social-and-economic-aspects-of-internet-services-market-development/

### Наукові статті
1. Проблеми функціонування акціонерного механізму залучення інвестицій в Україні // Вісник НБУ. –1999. — №8. – С.58-60 (у співавт. з Петрунею Ю.Є.)
2. Лізинг: позитивні та негативні сторони // Академічний огляд. – 1999. — №2. – С.72-78.
3. Конкурентні умови на ринку лізингових послуг і економічна політика держави // Академічний огляд. – 2000. — №2. – С.67-71.
4. Шляхи активізації лізингової діяльності в Україні // Вісник Київського національного університету імені Тараса Шевченка. – Економіка. – Випуск 46. – К., 2000. – С.31-33.
5. Підвищення ролі банківської системи в стимулюванні розвитку лізингу в Україні // Вісник Української академії банківської справи. – 2000. — № 2 (9). – С.18-21.
6. Роль лізингового ринку в розвитку інвестиційної діяльності в Україні // Теорії мікро- та макроекономіки. Збірник наукових праць. Випуск 7. – К., 2001. – С.215-221.
7. Інвестиційна функція суб’єктів підприємництва: можливості лізингових джерел // Сіверянський літопис: Всеукраїнський науковий журнал. – 2001. — №2 (38). – С.158-161.
8. Лізинг та його роль у забезпеченні інвестиційного клімату та економічної безпеки інвестування // Актуальні проблеми міжнародних відносин: Зібрання наукових праць. – Вип.26. – К.: ВПУ “Київський університет”, Інститут міжнародних відносин, 2001. – С.500-504.
9. Аналіз управління та оцінка ефективності інвестиційних рішень // Теорії мікро- та макроекономіки. Збірник наукових праць. Випуск 8. – К., 2001. – С.264-272.
10. Гроші як інвестиційний ресурс // Вісник Волинського Державного університету імені Лесі Українки. – Випуск №4. – Луцьк, 2001. – С.45-49.
11. Методичні підходи до реалізації інноваційного потенціалу підприємств // Підприємництво, господарство і право. – 2002. — №3. – С. 114-117.
12. Інвестиційна діяльність та її державне регулювання в Україні // Науковий вісник Академії державної податкової служби України. – 2001. – Вип.1 (11). – С. 49-54.
13. Інвестиційно-інноваційна стратегія економічних перетворень // Регіональні перспективи. – 2002. — № 5 (24). – С. 30-32.
14. Інвестиційна модель зростання економіки // Фінанси України. – 2003. – №1. – С.21-27.
15. Сучасна стратегія управління інвестиціями // Вісник Академії праці і соціальних відносин. – 2003. – С.108-113.
16. Оптимізаційна модель прискорення економічного зростання за рахунок структурних змін у сфері інвестиційної діяльності // Вісник “Економіка Київського національного університету імені Тараса Шевченка”. – Вип.66-67. – 2003. – С.31-32 (разом з Тихенко О.В.).
17. Роль заощаджень населення та інвестицій в трансформаційній економіці // Науковий вісник Буковинського державного фінансово-економічного інституту. Економічні науки. – Вип.5. – Чернівці, 2004. – С.219-225.
18. Стратегія нарощування інвестиційного потенціалу національної економіки // Фінанси України. – 2006. – № 7.
19. Модифікація інфляційних ризиків в умовах глобалізації // Банківська справа. – 2006. – № 3.
20. Підприємницькі ризики та їх страхування в економіці України // Вісник Київського національного університету імені Тараса Шевченка. Економіка. – 2006. – Вип. 81-82.
21. Соціальна відповідальність корпорацій України як фактор забезпечення їхньої конкурентоспроможності // Економіка та держава. – 2007. – № 1. – С. 9-12.
22. Інноваційний контекст в умовах сучасної глобалізації// Теоретичні та практичні аспекти економіки та інтелектуальної власності / Збірник наукових праць. – Маріуполь: Приазовський державний технологічний університет, 2008. – С. 75-81.
23. Бюджетна політика як інструмент забезпечення інноваційного розвитку економіки // Збірник наукових праць Дніпропетровської державної фінансової академії. – 2008. – С. 179-181.
24. Концептуальні передумови формування фінансової системи в ринковій економіці // Вісник Київського національного університету імені Тараса Шевченка. Економіка. – 101 / 2008. – С. 7-9. (разом з Яцунь О.М.).
25. Інвестиційно-інноваційні чинники підвищення конкурентоспроможності економіки // Теоретичні та прикладні питання економіки: Зб. наук. пр. – К.: Видавничо-поліграфічний центр «Київський університет», 2008. – Вип. 17. – С. 15-22.
26. Франчайзинг як сучасна форма підприємницької діяльності // Вісник Академії митної служби України – Дніпропетровськ. – 2008. – № 2 (38). – С. 33-37.
27. Зарубіжний досвід захисту і стимулювання розвитку інтелектуальної власності в Україні // Социальная экономика. Научный журнал. – Харьковский национальный университет им. В.Н. Каразина. – № 1, 2009, январь-март. – С. 156-164.
28. Генераційні моделі структурних змін в економічних системах // Теоретичні та прикладні питання економіки. Збірник наукових праць. Вип. 20. – К.: ВПЦ “Київський університет”, 2009. – С. 24-32. – (у співавторстві з Подолян І.С.).
29. Теорії економічних циклів у перехідних економіках // Економіка та держава. Міжнародний науково-практичний журнал. – 2009. – №4 (76). – С.4-7. (разом з Сльозко О.О.)
30. Захист і розвиток інтелектуальної власності в Україні // Теоретичні і практичні аспекти економіки та інтелектуальної власності : Збірник наукових праць. – Вега–Принт, 2009. – С.45-50.
31. Інвестиційна політика України в умовах сучасної фінансової кризи // Вісник Київського національного університету імені Тараса Шевченка. Економіка. – 111/2009. – С.11-13. (разом з Броневицький В.В.
32. Механізм впливу державних інституцій на регулювання трудових процесів у мотиваційній системі // Вісник КНУ імені Тараса Шевченка. Серія Економіка. – №117. – 2010. – С. 12-16. (разом з Татомир І.)
33. Структурне и институциональные факторы инновационного развития // Экономика управления. – Симферополь. – № 2. – 2010. – С.71-76.
34. Політика держави у сфері інноваційного розвитку// Матеріали V міжнародної науково-практичної конференції “Методологія та практика менеджменту на порозі XXI століття: загальнодержавні, галузеві та регіональні аспекти”, 13-14 травня 2010 року. – Полтава: РВВ ПУЕТ, 2010. – Ч.2. – С. 240-242. (разом з Катигробова О.В.)
35. Бюджетна політика як інструмент забезпечення інноваційного розвитку економіки / Зб. наук. праць Дніпропетровської держ. фінанс. акад., 2008. – С.179-181.
36. Концентрація в галузях харчової промисловості України та можливості її зміни в результаті світових процесів конкуренції. – К.: Вісник КНУ імені Тараса Шевченка. – Економіка. – 99-100/2008. – С.85-89. (разом з МарченкоВ.М.)
37. Концептуальні передумови формування фінансової системи в ринковій економіці. – К.: Вісник КНУ імені Тараса Шевченка. – Економіка. – 101 / 2008. – С. 7-9. (разом з Яцунь О.М.)
38. Інвестиційно-інноваційні чинники підвищення конкурентоспромож-ності економіки / Теоретичні та прикладні питання економіки: Зб. наук. праць. – К.: Видавничо-поліграфічний центр «Київський ун-т», 2008. – Вип. 17. – С. 15-22.
39. Франчайзинг як сучасна форма підприємницької діяльності // Вісник Академії митної служби України. – Дніпропетровськ. – № 2 (38) 2008. – С. 33-37.
40. Стратегія інноваційного розвитку в контексті еволюційної економіки // Вісник Криворізького економічного ін-ту КНЕУ №4(16), 2008. – С.8-11.
41. Зарубіжний досвід захисту та стимулювання розвитку інтелектуальної власності в України // Социальная экономика: научный журнал. – 2009. – №1. – С.156-164.
42. Генераційні моделі структурних змін в економічних системах / Теоретичні та прикладні питання економіки: Зб. наук. праць. Вип.20. – К.: Видавничо-поліграфічний центр “Київський університет”, 2009. – С.24-31. (разом з Подолян І.С.)
43. Теорії економічних циклів у перехідних економіках // Економіка та держава. Міжнар. наук.-практ. журнал. – 2009. – №4(76).– С.4-7. (разом з Сльозко О.О.)
44. Захист і розвиток інтелектуальної власності в Україні / Теоретичні і практичні аспекти економіки та інтелектуальної власності: Зб. наук. праць. – Вега–Принт, 2009. – С.45-50.
45. Франчайзінгові відносини як форма організації та ведення бізнесу / Наук. вісник Академії муніципального управління: Зб. наук. праць. – Серія “Економіка”. – Вип.7. – 2009 . – С.13-18.
46. Механізм випливу державних інституцій на регулювання трудових процесів у мотиваційній системі // Вісник КНУ імені Тараса Шевченка. – Економіка. – 117/2010. – С.12-16. (разом з Татомир І.)
47. Структурні та інституціональні фактори інвестиційного розвитку / Економіка і управління. – Сімферополь. – 2010. — №2. – С.71-75.
48. Сучасні концептуально-організаційні основи створення нових підприємств в Україні / Формування ринкових відносин в Україні: Зб. наук. праць. –Вип.10(113) / Наук. ред. І.Г.Манцуров. – К., 2010. – С.46-50. (разом з Онищенко Н.В.)
49. Економіка знань у „дзеркалі” сучасного підручника / Економічна теорія. – 2010. – №4. – С.110-11.
50. Структурно-інвестиційні зміни – конкурентний базис корпоративної стратегії / Матеріали Міжвідомчої наук.-прак. конф. „Шляхи реформування української економіки з метою забезпечення конкурентних переваг у посткризових умовах”, 20 травня 2010 р. – Київ / Відп. ред. О.В.Плотніков / Ін-т світової економіки і міжнар. відносин НАН України. – К., 2010. – 210 с.
51. Модернізація регіональної економіки на основі інноваційно-інвестиційної моделі розвитку / Економіка і управління. – Сімферополь. – 2011. — №3. – С.85-88.
52. Поступ системи мотивації праці: від матеріалізації до постматеріалістичних цінностей / Економічна теорія. – 2011. – №2. – С.47-57. (разом з Татомир І.)
53. Фундаменталізація – головний вектор модернізації університету в умовах інформаційного суспільства / Матеріали міжнар. наук. конф. „Ідея університету: сучасний дискурс”, 26-27 травня 2011 р.; КНУ імені Тараса Шевченка.
54. Еволюція та еволюціонізм у творчості Йозефа Шумпетера / Матеріали XX міжнар. наук.-практ. конф „Сучасна економічна динаміка в контексті парадигми економічного розвитку Й.А.Шумпетера”. – Чернівці, 2011.
55. Проблеми системи забезпечення фінансової безпеки України // Вісник Криворізького економічного ін-ту КНЕУ. – 2011. — №4(28). – С.99-103. (разом з Сльозко О.О.)
56. Еволюція і еволюціонізм у творчості Йозефа Шумпетера // Науковий вісник Чернівецького ун-ту. – 2011. – Вип. 579-580. – Економіка. – С. 11-13.
57. Інституційний контекст модернізації фінансових інститутів / В.Д. Базилевич, В.Л. Осецький // Фінанси України. – 2012. – 5. – С. 19-30.
58. Інноваційно-інвестиційних вектор соціально-економічного розвитку: регіональний аспект / В.Л. Осецький // Наукові праці НДФІ. – 2012. – № 3 (60). – С. 153-185.
59. Еволюція теоретичних уявлень про дослідження моделей економічних циклів у сучасній економіці / В.Л. Осецький // Економіка і менеджмент культури – Науковий журнал. – № 2012. – № 1-2. – С. 4-9.
60. Державні видатки в реалізації бюджетної стратегії соціально-економічного розвитку України / В.Л. Осецький, П.А. Мороз // Фінанси України. – 2012. – № 12. – С. 103-111.
61. Фінансова система України: взаємодія корпоративного та державного секторів / Т.І. Єфрименко, І.О. Лютий, С.С. Гасанов, В.Л. Осецький та ін.. // К.: ДННУ «Академія фінансового управління», 2012. – 24 С.
62. Інвестиційні пріоритети формування ринку високих технологій / В.Л.Осецький, О.С. Маєвська // Економічний вісник університету: зб. наук. пр. – 2013. – Випуск 2014. – С. 52-56.
63. Пріоритетні напрямки державного регулювання аграрного ринку / В.Л. Осецький, А.М. Прилуцький // Вісник Київського національного університету імені Тараса Шевченка. – 2013. – № 146. – С. 56-59.
64. Теорія модернізації регіональної економіки / В.Л. Осецький // Экономика и управление: научно-практический журнал. – 2013. – № 3. – С. 34-38.
65. Інноваційні чинники забезпечення конкурентоспроможності України / В.Л.Осецький, Д.А.Сидоренко // Сучасні концепції прогнозування розвитку складних соціально-економічних систем: Монографія / за ред.. О.І. Черняка, П.В. Захарченка. – Бердянськ. – 2013. – 556 с. – 28,0 д.а. (авт.. – 0,6 д.а.). Особистий внесок автора: підрозділ 1.12.
66. Забезпечення фінансової стійкості акціонерного товариства в глобальному постіндустріальному вимірі / В.Л. Осецький, О.А. Плєшакова // Соціально-економічні трансформації в епоху глобалізації: V всеукраїнська наук. – практ. конф., 16-17 червня 2013 р.: тези доп. Полтава, 2013. – С. 63-67.
67. Стимулювання інноваційної діяльності в рамках формування регіональної інноваційної системи / В.Л. Осецький // Менеджмент у XXI сторіччі: методологія і практика: Міжнародні наук.-практ. конф., 16-17 травня 2013 р.: тези доп. – Полтава, 2013. – С. 114-116.
68. Господарський менталітет як чинник розвитку інституційного середовища / В. Л. Осецький // Вісник Київського національного університету імені Тараса Шевченка. Економіка. – 12(153) / 213. – С. 75-79.
69. Інституційний концепт модернізації фінансових інститутів / В. Д. Базилевич, В. Л. Осецький // Фінанси України. – 2013. — № 5. – С. 19-28.
70. Discouraging Shockwaves under Simulated Green Shoots Among Developed Countries / В. Л. Осецький, І. Ю. Калінкова // Вісник Київського національного університету імені Тараса Шевченка. Економіка. – 11(152) 2013. – С. 63-68.
71. Соціальна відповідальність інституту освіти в інтеграційних процесах: європейський контекст / В. Л. Осецький, О. М. Яцюнь // Освіта: творчий процес чи соціальна технологія : матеріали Всеукраїнської наук.-практ. конф., 19 березня 2014 р., м. Київ. – К.: Ін-т обдарованої дитини, 2014 р. – С. 116-123.
72. Інститут освіти в процесах європейської інтеграції: ціннісний вимір / В.Л. Осецький // Філософія фінансової цивілізації: людина у світі грошей : зб. наук. праць / Редкол. ; відп. серетар З.С.Скрипник. – К.: УБС НБУ, 2014. – С. 397-404.
73. Соціальний вектор розвитку економіки знань / В.Л.Осецький, О.В.Красота // Економічний нобелівський Вісник. – 2014 р. — № 1(7). – С. 343-348.
74. Інтелектуальні аспекти розвитку інтелектуального капіталу інноваційної економіки / В.Л. Осецький // Вісник Академії митної служби України. Серія: «Економіка». – 2014. – № 2(52). – С. 66-71.
75. Зменшення впливу невизначеності та ризиків на розвиток ринку житла України / В. Л. Осецький, М. В. Ковтун // Вісник Київського національного університету імені Тараса Шевченка. Економіка. – 2014. — № 7(160). – С 59-63.
76. Конкуренція як макрорегулятор високорозвинутого ринку / В.Л.Осецький // Теоретичні та прикладні питання економіки : Зб. наук. праць. Вип. 1(30). – К.: ВПЦ «Київський університет». – 2015. – С. 44-53.
77. Функції державних бргових зобовязань: минуле та сучасність / В.Л.Осецький, І.М.Браткова // Вісник Київського національного університету імені Тараса Шевченка. Економіка. – 2015. — № 6(171). – С. 54-60.
78. Трансмісійний механізм циклічності інноваційного розвитку економіки / В.Л. Осецький, В.Є. Поліванов // Економічний часопис Східноєвропейського національного університету імені Лесі Українки. – 2016. — № 1(5). – С.24-29.
79. Особливості використання ендавменту та фандрейзингу в освітній практиці / В.Л. Осецький, І.Л. Татомир // Фінанси України. – 2016. — № 3(244). – С. 86-100.
80. Організаційні форми міжуніверситетської співпраці у структурі вищої освіти / В.Л. Осецький, І.Л. Татомир // Інтелект XXI. – 2016. — № 3. – С. 91-101.
81. Місце футурології у структурі наукових досліджень феномену освіти / В.Л.Осецький, І.Л.Татомир // Вища школа. 2016. — № 10. – С. 28-46.
82. Управління власністю як умова посилення функцій держави: інституційний контекст / В.Л. Осецький // Науковий огляд: Економіка та управління. – 2016. — № 1. – С. 61-68.
83. Інституціоналізація стійкості державних фінансів в умовах євроінтеграції/ В.Л.Осецький, Д.В.Осецька// Філософія фінансової цивілізації: людина у світі грошей: Зб. наук. праць / редкол.; відп. секретар З.С. Скринник. – К., 2017. – 324 с.
84. Innovative changes of values of the public sector in the context of Ukraine’s European choice/ В.Л. Осецький, Є.В. Гірник// Economics & Education: International Scientific Journal. – Vol. 2, ISSVE1. – P. 41-45.
85. Institutional Imperatives of the Expansion of the Fiscal Space of Ukraine in the Process of European Integration/В.Л.Осецький,Л.М.Ємельяненко, Д.В.Осецька// Науковий вісник Полісся. – 2017. – № 4(12). – С. 72-78.
86. Ціннісні орієнтири європейської економічної інтеграції для України/ В.Л. Осецький, А.О. Маслов// Теоретичні та прикладні питання економіки. Зб. наук. праць. – Вип. 1(34). – 2017. – К.: ВПЦ. – С. 44-52.
87. Роль масових відкритих онлайн-курсів у сучасному «освітньому ландшафті»/ В.Л. Осецький, І.Л. Татомир// ЕкономікаУкраїни. – 2017. – № 12. – С.68-98.
88. Інноваційний розвиток: виклики та управління власністю/ В.Л. Осецький// Вісник Кам`янець- Подільського національного ун-ту імені Івана Огієнка. – вип. 12. – Економічні науки. – Медобори. – 2017. – Т. 2. – С. 84-90.
89. Бізнес-моделі монетизації провайдерів МВОК/ В.Л. Осецький, І.Л. Татомир// Економічна теорія. – 2018. – №2. – С. 59-76.
90. On the way to European integration: measures for efficient social and economic transformation of the educational market in Ukraine/ В.Л. Осецький, І.Е.Новікова, С.М.Бабій// Фінансово-кредитна діяльність: проблеми теорії та практики / Зб. наук. праць. – Вип. 1(24). – 2018. – С. 451-460.
91. Визначення якості корпоративного управління в акціонерних товариствах з державною участю/ В.Л. Осецький, М.В. Россо// Стратегія розвитку України: наук. журнал. – К.: НАУ, 2018. – №1. – С.42-47. Investment cooperation of Ukraine and the countries of the European Union/ В.Л. Осецький, В.А. Куліш// “Economics & Education” ISMA, Riga. – 2018. – P. 14-22.
92. A Molecular Container for Anti-Aromatic System Based on Double-Walled Carbon Nanotube: in Silico Study/ В.Л. Осецький, Ю.І. Прилуцький, І.В. Комаров, О.В. Михайленко, О.О. Михайленко// Наносистеми, наноматеріали, нанотехнології/ Зб. наук. праць, 2018. Т. 16. – №1. –С. 23-30 (IF 1,5).
93. Water-soluble C60 fullerenes reduce manifestations of acute cholangitis in rats/ В.Л. Осецький, Г.М. Кузнєцова, Н.В. Дзюбенко, О.В.Голобля, Ю.І. Прилуцький, В.Л. Рибальченко, Ю. Ріттер// Applied Nanoscience, 2018, V.8. – Pp 1-8 (IF 3, 325).
94. Оцінка результатів наукової діяльності в класичних університетах підприємницького типу в умовах євроінтеграції/ В.Л. Осецький, А.О.Старостіна, В.А. Кравченко// Вісник Київського національного ун-ту імені ТарасаШевченка. – Серія „Економіка”, 2018. – №4(199). – С. 35-45.
95. Розширення фіскального простору України в умовах євроінтеграційних процесів/ В.Л. Осецький, Д.В Осецька// Філософія фінансової цивілізації: людина у світі грошей/ Зб. наук. праць/ редкол.; відп. секретарЗ.Е. Скрипник. – К., 2018. – 408 с.
96. A Novel Nanoconjugate of Landomycin A with C60 Fullerene for Cancer Targeted Therapy: In Vitro Studies/ V.L. Osetskii, V.Bilobrov, V.Sokolova, Yu.Prylutskyy, R.Panchuk, M.Epple, U.Ritter, J.Rohr et al. // Biomedical Engineering Society, 2018.
97. Соціально-економічні суперечності розвитку аграрного ринку та інституційні імперативи його стійкості / В.Л. Осецький// Економіка АПК, 2018, №9, С.16-28.
98. Osetskyi V.L., Novikova I.E., Alekseieva K.A. Startups and Spinoffs as Factors of the Academic Business Development: the Foreign Experience and the Ukrainian Prospects. Science and Innovation. – 2018. –  №14 (5). –  С.77-89.
99. Осецький В.Л. Перспективні напрями розвитку державно-приватного партнерства в сучасній Україні. Ефективна економіка. 2018. т.10 c.65-71.
100. Осецький В.Л., Савчук Н.В. Сучасний університет як агент розвитку людського капіталу та соціальних інновацій. Економіка. Фінанси. Бізнес. Управління. Глобальні економічні виклики та можливості у цифрову епоху EFBM 2019: Міжнародний економічний форум. в.1. С.53-54.
101. Осецький В.Л., Кириченко Є.М. Людський капітал в структурі національного багатства країни. Економічна теорія. – К. -2019. – №3.–С.29-44.
102. Осецький В.Л., Базилевич В. Д., Татомир І. Л. Відповідність вищої освіти запитам “цифрових аборигенів”. Вісник Київського національного університету імені Тараса Шевченка. Економіка. – К. – 2019. – С.6-13.
103. Осецький В.Л., Татомир І.Л. Державне стимулювання інноваційного розвитку суб’єктів господарювання: методологічні засади, світовий та вітчизняний досвід: монографія. Суми: Сумський державний університет. 2019.c.106-114.
104. Osetskyi V., Stavytskyy A., Dluhopolskyi O., Kharlamova G., Karpuk A.Testing the fruitfulness of the institutional environment for the development of innovative-entrepreneurial universities in Ukraine. Problems and Perspectives in Management. 2019. 17(4), с. 274-288.
105. Osetskyi V., Zhuravka F., Makarenko M., Podmarov O., Chentsov V.Impact of politically generated shocks on monetary performance: A cross-country comparison. Banks and Bank Systems. 2019. 14(3), с. 99-112.
106. Осецький В., Петренко В. Інституційно-організаційні механізми підтримки розвитку підприємництва. Review of Transport Economics and Management. 2019. № 2 (18). С. 20-30.
107. Kraus N., Kraus K., Osetskyi V. Digitalization of education in Ukraine on the basis of innovation and investment. CSP. Clausius Scientific Press. Journals Books Proceedings. 2019 (CEED 2019) Beijing, China, from 2019-10-26 to 2019-10-27 Dr. Ali Turkyilmaz, Fatih University, Turkey (Eds.) DOI: 23977/ceed.2019.004ISSN: 2617-1031  ISBN: 978-1-989348-26-0 2019. pp. 17–22. Китай.
108. Kraus N., Kraus K., Osetskyi V. New quality of financial institutions and business management Baltic Journal of Economic Studies, vol. 6, no. 1. 2020. pp. 59–66. DOI: https://doi.org/10.30525/2256-0742/2020-6-1-59-66.
109. Краус Н. М., Осецький В. Л., Краус К. М. Інститут власності та довіри в національній економіці: пріоритезація, імпульси розвитку та кристалізація обрисів. Інфраструктура ринку, Вип. 39. 2020. С. 9–14. URL: http://www.market-infr.od.ua/journals/2020/39_2020_ukr/4.pdf.
110. Осецький В.Л., Краус Н.М. Інститут освіти в інноваційно-підприємницькому університеті крізь призму цифрового студентоцентризму / В.Осецький, Н. Краус // Вища школа. – 2020. – № 1. – С. 44–54.
111. Осецький В. Л. Шерингова економіка: діалектичний розвиток реципрокного обміну в умовах віртуальної реальності та цифрової трансформації / В.Л. Осецький, Н.М. Краус, К.М. Краус // Економічна теорія. – 2021 – № 2.
112. Virchenko, V., Petrunia, Yu., Osetskyi, V., Makarenko, M., Sheludko, V. Commercialization of Intellectual Property: Innovative Impact on Global Competitiveness of National Economies / Marketing and Management of Innovations, 2021, № 2, р. 25-39. http://doi.org/10.21272/mmi.2021.2-02
113. Краус, К., Краус, Н., Осецький, В. (2021). Суспільство 5.0 на базі розвитку інноваційного університету та цифрового підприємництва. Економіка та суспільство, (28). URL: http://economyandsociety.in.ua/index.php/journal/article/view/504/482.https://doi.org/10.32782/2524-0072/2021-28-37
114. Краус, К., Краус, Н., Осецький, В. (2021). Суспільство 5.0 на базі розвитку інноваційного університету та цифрового підприємництва. Економіка та суспільство, (28). URL: http://economyandsociety.in.ua/index.php/journal/article/view/504/482.https://doi.org/10.32782/2524-0072/2021-28-37
115. Краус К.М., Краус Н.М., Осецький В.Л. Підприємництво в умовах динамічності глобального середовища і поглиблення його віртуалізації. Приазовський економічний вісник. Електронний науковий журнал. – № 4(27) 2021, Запоріжжя. – с. 3-10. DOI: https://doi.org/10.32840/2522-4263/2021-4-1
116. Краус К.М., Краус Н.М., Осецький В.Л. Шерингова економіка: інституціональний модус, універсумність і новелізація розвитку підприємництва на віртуальних цифрових платформах. Електронне наукове фахове видання «Ефективна економіка». – № 4, 2021, Запоріжжя. DOI: 10.32702/2307-2105-2021.4.3. URL: http://www.economy.nayka.com.ua/pdf/4_2021/5.pdf
117. Осецький В.Л., Татомир І.Л. Проблеми фінансового утримання університетів світу в умовах пандемії коронавірусу. Вища школа. – № 9(25) 2021, Київ. – с. 7-14.